# Piesbergstollen
Piesbergstollen este o arie protejată (arie specială de conservare — SAC, sit de importanță comunitară — SCI) din Germania întinsă pe o suprafață de 1,12 ha, integral pe uscat.

## Localizare
Centrul sitului Piesbergstollen este situat la coordonatele 52°19′11″N 8°01′22″E / 52.3197°N 8.0228°E.

## Înființare
Situl Piesbergstollen a fost declarat sit de importanță comunitară în ianuarie 2005 pentru a proteja 3 specii de animale. Situl a fost protejat și ca arie specială de conservare în noiembrie 2007.

## Biodiversitate
Situată în ecoregiunea continentală, aria protejată nu include niciun habitat protejat.
La baza desemnării sitului se află mai multe specii protejate de  mamifere (3): liliac cu urechi mari (Myotis bechsteinii), liliac de iaz (Myotis dasycneme), liliac comun (Myotis myotis).